# Rugby Africa Women's Cup 2019
La Rugby Africa Women's Cup del 2019 fue la primera edición del torneo de rugby para selecciones femeninas pertenecientes a Rugby Afrique.
Formó parte del proceso clasificatorio para la Copa Mundial Femenina de Rugby de 2021.
Se disputó en el Bosman Stadium de la ciudad de Johannesburgo en Sudáfrica.

## Equipos participantes
- Selección femenina de rugby de Kenia
- Selección femenina de rugby de Madagascar
- Selección femenina de rugby de Sudáfrica
- Selección femenina de rugby de Uganda

## Posiciones
| Pos. | Equipo     | Encuentros | Encuentros | Encuentros | Encuentros | Tantos  | Tantos    | Tantos     | Puntos Bonus | Puntos Totales |
| Pos. | Equipo     | jugados    | ganados    | empatados  | perdidos   | a favor | en contra | diferencia | Puntos Bonus | Puntos Totales |
| ---- | ---------- | ---------- | ---------- | ---------- | ---------- | ------- | --------- | ---------- | ------------ | -------------- |
| 1    | Sudáfrica  | 3          | 3          | 0          | 0          | 201     | 5         | + 196      | 3            | 15             |
| 2    | Kenia      | 3          | 2          | 0          | 1          | 72      | 49        | + 23       | 2            | 10             |
| 3    | Madagascar | 3          | 0          | 1          | 2          | 20      | 123       | - 103      | 0            | 2              |
| 4    | Uganda     | 3          | 0          | 1          | 2          | 25      | 141       | - 116      | 0            | 2              |

Nota: Se otorgan 4 puntos al equipo que gane un partido y 2 al que empate
Puntos Bonus: 1 punto por convertir 4 tries o más en un partido y 1 al equipo que pierda por no más de 7 tantos de diferencia
|  | Clasifica al Mundial 2021 |

|  | Clasifica al Play-off intercontinental |

## Resultados
| 9 de agosto | Madagascar | 5 - 35  | Kenia | Bosman Stadium, Johannesburgo |  |
|             |            | Reporte |       |                               |  |

| 9 de agosto | Sudáfrica | 89 - 5  | Uganda | Bosman Stadium, Johannesburgo |  |
|             |           | Reporte |        |                               |  |

| 13 de agosto | Kenia | 37 - 5 | Uganda | Bosman Stadium, Johannesburgo |  |

| 13 de agosto | Sudáfrica | 73 - 0 | Madagascar | Bosman Stadium, Johannesburgo |  |

| 17 de agosto | Madagascar | 15 - 15 | Uganda | Bosman Stadium, Johannesburgo |  |

| 17 de agosto | Sudáfrica | 39 - 0 | Kenia | Bosman Stadium, Johannesburgo |  |